# 파스쿠알 페레스 (권투 선수)
파스쿠알 니콜라스 페레스(스페인어: Pascual Nicolás Pérez, 1926년 5월 4일 - 1977년 1월 22일)는 아르헨티나의 복싱 선수였다. 페레스는 아르헨티나의 멘도사주 투푼가토에서 태어났으며 아르헨티나 최초의 세계 권투 챔피언이 되었다.
그는 1948년 런던 하계 올림픽에서 금메달을 땄다.
그와 델포 카브레라는 1948년 런던 올림픽에서 올림픽 금메달을 땄으며 1954년부터 1960년까지 유일하게 세계 챔피언으로 군림한 2명의 아르헨티나 선수였다. 그는 1952년에 프로로 전향했다. 그는 국제 권투 명예의 전당에 헌액되었다. 2004년에, 미국 권투 연맹은 사후에 그에게 남미 챔피언을 선언했다.

## 권투 경력
그는 1944년 1월에 아마추어로 데뷔했고 1948년 런던 올림픽에서 금메달을 땄다.